# Mairie de Vitry-sur-Seine (métro de Paris)
Mairie de Vitry-sur-Seine est une future station de la ligne 15 du métro de Paris, située sur la commune de Vitry-sur-Seine dans le Val-de-Marne.

## Station
La station est située au niveau du parc du Coteau - Marcel Rosette, à l’intersection de la rue Édouard-Tremblay et de l’avenue Maximilien-Robespierre. Elle permettra la correspondance avec la ligne 9 du tramway dont la mise en service a eu lieu le 10 avril 2021. La station de métro est à proximité directe d'équipements communaux (Hôtel de Ville, Musée d'Art contemporain du Val-de-Marne) et de zones de forte densité.
Les quais seront implantés à une profondeur de 27 mètres,.
Abdelkader Benchamma conçoit une œuvre artistique pour la station Mairie de Vitry-sur-Seine en coordination avec l'architecte Frédéric Neau.
La station comportera également sur ses quais une fresque de Nicolaï Pinheiro.

## Correspondances
La station sera desservie par la ligne 9 du tramway, à la station du même nom.

## Construction

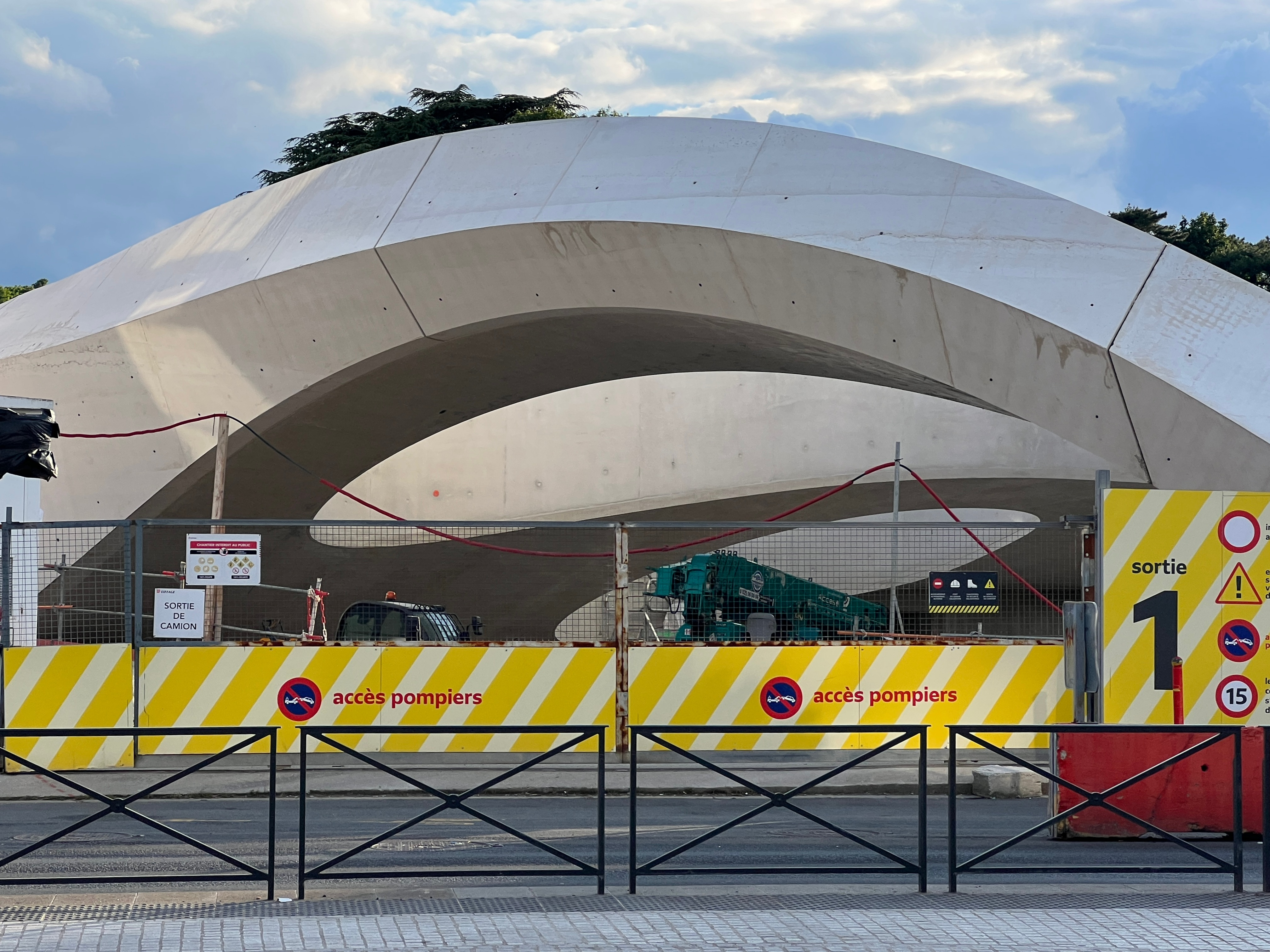
Bâtiment de la station en construction en juin 2024.

La société Systra et le cabinet d’architecte King Kong ont été choisis pour l'ingénierie et l'architecture de cette gare,. Cette section de la ligne 15 a été déclarée d'utilité publique le 24 décembre 2014. Les travaux de déviations de réseaux ont commencé en 2015 et sont suivis par le génie civil qui commencent en novembre 2017. La mise en service est prévue en 2026,.
La construction de la station est confiée à un groupement d’entreprises constitué de Bouygues Travaux Publics, en qualité de mandataire solidaire, et de Soletanche Bachy France, Soletanche Bachy Tunnels, Bessac et Sade.
La construction de la station a nécessité la démolition en 2016 de la Maison des Lierres, un hôtel particulier du XVIIIe siècle.
Les travaux ont donné lieu à la découverte d'une nécropole implantée à côté de la voie romaine qui reliait Lutèce à Lugdunum, et qui comprend aussi un mausolée gallo-romain.
La réalisation des parois moulées a débuté en mai 2018 et s’est achevée en fin d’année 2018. Le creusement de l’espace souterrain, commencé en janvier 2019, s'achève en octobre 2019.
La station est traversée par le tunnelier Aby en mars 2021 en direction de la station Villejuif - Louis Aragon. 
Sur le chantier le groupement Horizon a cédé la place au groupement d’entreprises Eiffage, chargé de l’aménagement et de l’équipement de la future gare en mars 2022. Depuis, les travaux d'aménagement se poursuivent. Le bâtiment voyageur, reconnaissable avec sa voute d'entrée donnant sur le tramway et ses multiples ouvertures en surface, est sorti de terre depuis plusieurs mois.
À l'intérieur de la gare, l’oeuvre « Grotte céleste » réalisée par l'artiste Abdelkader Benchamma en tandem avec l’atelier d’architectes King Kong, a été finalisée en mars 2024. Elle plonge les voyageurs dans une véritable grotte en mouvement, sous les strates du parc du Coteau – Marcel-Rosette. Au préalable, des artisans sculpteurs se sont affairés pendant quatre mois à mouler manuellement les parois. Le but était de reproduire des accidents géologiques, tels que les a conçus l’atelier d’architectes King Kong.
Les compagnons s'affairent à la pose de l'escalier monumental, puis s'attaqueront aux escaliers mécaniques et ascenseurs. Les travaux sur les quais progressent également, les façades de quais sont posées.